# Halina Kowalewska-Mikosa
Halina Kowalewska lub Halina Kowalewska-Mikosa (ur. 2 marca 1927 w Białymstoku, zm. 15 marca 2019 w Warszawie) – polska piosenkarka, wieloletnia redaktorka audycji Polskiego Radia. 

## Życiorys
W 1945 zwyciężyła w konkursie na solistkę orkiestry Polskiego Radia i od 1946 występowała w audycjach na żywo towarzysząc orkiestrom Stefana Rachonia, Edwarda Czernego i Jana Cajmera. Należała w tym czasie do najpopularniejszych polskich piosenkarek, a w 1947 została wyróżniona tytułem Piosenkarki Roku. Nagrywała także piosenki dla dzieci oraz w duecie z Maciejem Koleśnikiem piosenki należące do tzw. folkloru warszawskiego. Mimo popularności jej dyskografię stanowią zaledwie trzy płyty szelakowe nagrane w 1947 roku w towarzystwie Orkiestry Tanecznej Polskiego Radia pod dyrekcją Jana Cajmera. Jednocześnie od 1952 była etatowym pracownikiem Polskiego Radia, gdzie pracowała jako redaktor w Redakcji Muzycznej (posługując się nazwiskiem męża; Mikosa). Była autorką i współautorka licznych audycji. Pełniła także funkcje kierownicze w Redakcji Muzycznej PR. W 2000 została odznaczona Krzyżem Oficerskim Orderu Odrodzenia Polski.  
Przez wiele lat mieszkała w warszawskiej Falenicy, gdzie zmarła w swoim domu 15 marca 2019.